# 신익희
신익희(申翼熙, 1894년 7월 11일 (음력 6월 9일) ~ 1956년 5월 5일)는 대한민국의 정치인이다. 대한민국 임시정부 외무부 차장, 미군정청 남조선과도입법의원 의장 겸 상임위원장, 대한민국 민의원 의장 등을 지냈다.
자는 여구(如耉), 호는 해공(海公)·해후(海侯), 별칭은 왕방평(王邦平)·왕해공(王海公), 왕방우(王邦宇), 임방호(壬邦乎).

## 이력
그는 일찍이 일본 유학 후 귀국, 3·1 만세 운동에 참여한 이후 중화민국 본토 대륙으로 망명하여 독립운동과 대한민국 임시의정원과 상하이 임시정부의 창설에 참여하였다. 중화민국 육군 중장, 대학 교수 등을 지냈고, 대한민국임시정부 임시의정원 의원, 임정 초대 법무부 차장, 외무부 차장, 내무부장 등을 지냈고, 영어 학원의 강사로도 활동했다.
1940년 대한민국 임시정부 각료로 입각하고, 1945년 2월에는 임정 내무부 산하 경위대를 조직했다. 1945년 12월 귀국 후 정치공작대를 조직하였으며 독립촉성국민회, 반탁운동과 우익 정치인으로 활동하다가 북한에 백의사를 파견하기도 했다. 1948년 김구, 김규식의 남북협상론에 반대하여 이승만의 단정수립에 참여했다.
1948년 5월 10일 제헌 국회의원 총선거에 당선되어 제1대, 2대, 3대 민의원의원을 지냈다. 1948년 5월에는 초대 국회부의장에 선출되었으며, 국회의장 이승만이 대한민국 대통령이 되자 그 뒤를 이어 국회의장에 선출되었다. 대한민국 재건 초기 이승만을 지지하여 지지하여 친이승만 정당인 대한국민당을 창당하여 활동했으나, 이후 야당 성향으로 변모하고 민주국민당 창당에 참여하였다. 1954년 김성수, 조병옥, 윤보선, 장면, 박순천 등과 함께 호헌동지회와 민주당 창당에도 참여하는 등 야권 지도자로 활약하다가 1956년에는 제3대 대통령 선거에 출마했으나, 선거 유세를 다니던 중 열차에서 갑자기 사망하고 말았다.
그는 미군정기의 한국의 정치결사단체인 백의사와 정치공작대의 지휘자이기도 하였다. 또한 교육 계몽에 뜻을 두어 대학 설립운동을 추진했으며, 결국 국민대학(현 국민대학교)을 설립하고 초대 학장을 지내기도 하였다. 본관은 평산으로 자(字)는 여구(如耉), 호는 해공(海公), 해후(海侯). 별칭으로는 중국에 체류 중 사용한 가명인 왕방평(王邦平) 또는 왕해공(王海公), 왕방우(王邦牛), 임방호(壬邦乎) 등이 있다. 경기도 광주시 출신.

## 생애

### 생애 초기

#### 출생과 가계
해공 신익희는 경기도 광주 초월면 서하리 사마루(社村)의 소론계 명문가 출신으로 태어났으며 본관은 평산(平山)이다.
신익희는 좌의정(정1품) 문희공 신개의 후손으로 자헌대부(정2품) 장례원경(정2품) 을 지낸 신단(申檀)과 그의 넷째 부인 동래 정씨 정경랑(鄭敬娘) 사이에서 셋째 아들로 태어났다. 아버지 신단은 판서와 장례원경을 지낸 인물로 고향에서는 신판서로 불렸다. 신익희의 선조는 임진왜란 때 충주 탄금대 전투에서 전사한 신립의 후손으로, 인조반정의 공신 신경희의 동생 신경연(申景禋)의 9대손이었다. 또한 이이의 어머니인 신사임당 역시 신익희의 가문 사람으로, 그의 13대 방조인 신명화(申命和)의 딸이었다. 그의 집안은 9대 방조 신경진이 서인에 가담하면서 서인이었다가, 뒤에 노소 분당때는 소론에 가담하여 이후 소론계열이었으나 정치색이 뚜렷하지 않은 관계로 노론 벽파가 승리하고, 세도 시대가 되었으나 관직에 계속 있을 수 있었다.
아버지 신단은 첫 부인에게서 보희를 얻었으나 첫 부인은 일찍 사망하여 두 번 재혼하였다. 두 번째 부인 역시 요절하고, 세 번째 부인 전주이씨에게서 규희, 필희, 정희와 딸 1명을 두고, 정경랑에게서는 요절한 아들과 재희, 익희를 두었다.
어머니 동래 정씨 정경랑은 1867년 경남 김해에서 아전인 정태조의 딸로 태어나 경기도 양평에서 성장한 후, 경기도 광주의 신단에게 시집갔다. 신단은 아들로는 신보희(申輔熙)·신규희(申揆熙)·신필희(申弼熙)·신정희(申庭熙)·이름 미상·신재희(申宰熙)·신익희 등 7형제와 1녀를 두었고, 신익희는 이중 여섯째 아들이자 막내아들이었다. 어머니 정경랑은 김해의 향리였던 정태조(鄭太朝)의 딸로, 아버지는 일찍 여의고 홀어머니와 오빠 1인이 있었다. 그는 뒤에 한성으로 올라와 이집, 저집에 의탁하여 생계를 이어가다가 판서 신단의 집에 거처하게 되었고, 그의 넷째 부인이 되었다. 정경랑은 신단에게 시집와 첫 아들을 두었으나 일찍 요절했고, 둘째 아들로 신재희를 두고, 이어 셋째 아들로 신익희를 두었다. 신재희는 동아일보의 기자로 있었으나 뒤에 동생이 독립운동가라 하여 핍박을 받자 역시 중국으로 망명했다.
배다른 형 중 큰형 신보희는 큰아버지 신식의 양자로 출계하였으나, 결혼 직후 사망했다. 이로서 둘째 이복형인 신규희가 장남이 되었는데, 그는 어린 시절 신익희에게 한학과 천자문, 명심보감 등을 가르쳤다. 친형인 신재희의 부인은 경주 이씨로, 형수 경주 이씨는 이조판서 이유원의 딸이었다.

#### 소학교, 한성학교 시절
신익희는 10살 때에 조카들, 노비의 자제들에게 한글을 가르치기도 했다. 스스로 한글을 깨우친 그는 일종의 국문교본을 만들어서 아이들을 가르쳤다 한다. 1905년 형 신규희의 추천으로 광주 남한산성의 소학교에 입학했다.
일찍 아버지를 여의었음에도 유복한 환경 덕에 어렵지 않게 생활할 수 있었다. 그는 서양문명을 배우려면 먼저 영어를 배워야 한다고 보고 영어학과를 선택하였다. 외국어학교 은사 중 이기룡은 미국 유학을 다녀와 영어에 능하였으며, 자유당의 실력자가 된 이기붕의 사촌이었다.
대학시절,비밀결사운동에 매달렸던 학우들과는 달리 사회주의에 무관심한 태도를 보이자, 사회주의 노선을 신봉하는 동창들로부터 '영국식 젠틀멘'이라는 조롱 섞인 평을 듣기도 했다. 1908년 스스로 진로를 결정하여 경성의 관립한성외국어학교 영어학과로 진학하였다. 아버지 신단의 사후 신학문을 가르쳐야 되겠다는 이복 형 신규희의 뜻으로 신익희는 조카 신정균 등 일가 소년들 몇명과 함께 1908년 9월 관립한성외국어학교에 입학하였다.
그중 형편이 여의치 않았던 신익희는 형인 신규희의 아들이자 동갑내기 조카인 신정균과 함께 경성에서 하숙했는데, 신정균의 장인인 호조참판 이위의 배려로 이위의 댁에서 학교로 통학하였다. 신익희는 영어학과에 입학했고, 조카 신정균은 한문학과에 입학하였다. 한편 신익희는 호조참판 이위 댁에서 가정교사로도 활동하며 용돈을 조달하여 쓰기도 했다.
후일 관립한성외국어학교 영어학과 동창생인 독립운동가 겸 한글학자 이희승의 회고에 의하면 '나보다 두 살 위인 신익희는 명석한 두뇌와 원만한 성품으로 동료 학생들과 교사들에게 인기가 높았다. 한 고향 친구인 이윤신의 집에 기숙하던 그는 늘 검정물을 들인 명주 두루마기를 입고 다녔는데 15세 소년 시절에도 매우 점잖고 성숙했다.'고 한다. 여기서 그와 친하게 지낸 한성외국어학교 동창 이태승(李兌承)은 후일 한국 광복군의 참모장이자 대한민국 제1대 국무총리를 지낸 이범석의 친외삼촌이기도 했다.

### 청년기

#### 일본 유학과 대학 재학
1910년 한성 관립외국어학교 영어과를 졸업하고 둘째 형 신규희의 주선으로 참판을 지낸 이명재의 딸 이승희와 약혼하고, 1911년 결혼하였다. 해영 이승희에게서는 딸 신정완과 아들 신하균이 태어난다. 그러나 그는 곧 해화 김순이라는 첩을 들이게 된다.
1911년 9월, 나라와 겨레를 위해 배워야 한다는 일념에서 신혼의 단꿈을 떨치고 일본 동경 유학을 결행하였다. 동경에 도착한 신익희는 신전구(神田區) 금정(錦町) 1정목 19번지의 잠룡관에 거처를 정하였다. 학비는 둘째 형인 신규희와 셋째 필희, 넷째 정희 등이 보내주었다. 그러나 그는 틈틈이 일본어를 익힐 겸 양반가의 후손이라는 체면을 버리고, 상점에서 점원으로 아르바이트를 하며 학비와 용돈을 조달하였다.
세이소쿠 영어학교 고등수험과에 입학하였고, 1912년 여름방학 기간 중 2개월간 일본 각지를 답사하였다. 1913년 3월 대학 입학시험에 합격하였다. 당시 그는 진학할 대학을 놓고 동경제국대학·게이오기주쿠 대학·와세다대학 등을 두고 고심하였다. 그러나 그는 일제의 관리가 될 마음은 없었으므로 동경제국대학을 제치고, 경응대학과 와세다대학 등을 두고 저울질하다가 경응대학보다는 비교적 자유분방하고 특권의식이나 우월의식이 적은 학풍을 지닌 와세다대학을 선택했다. 일본으로 유학하였다. 그곳에서 한국 유학생들과 학우회를 조직하여 총무·평의회장(評議會長)·회장 등 임원을 맡았으며, 기관지 《학지광(學之光)》을 발간하면서 학생운동을 하였다. 1913년 4월 와세다대학 고등 예과에 입학하였다. 입학 후 그해 여름과 겨울 방학때는 귀가하지 않고 일본에 머무르며 견문을 넓히는 기회를 삼았다.

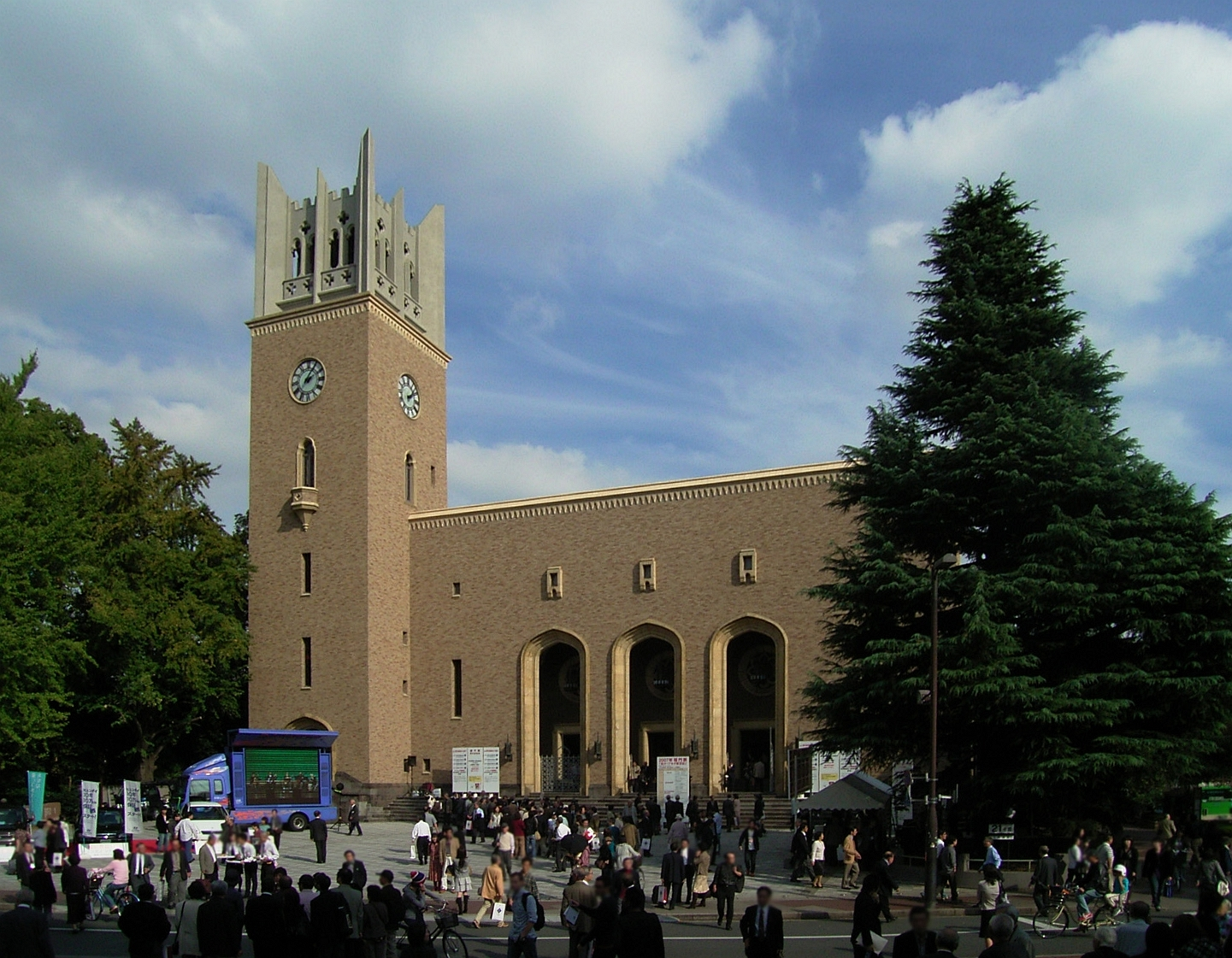
모교 와세다 대학

장덕수

한편 여기서 그는 장덕수를 만나게 된다. 장덕수는 일본유학생 성향 가운데 독립성향과 정치성향이 가장 강한 편에 속했다. 그는 신익희와 와세다대학 정경학부를 같이 다니며 학업보다는 독립운동을 위한 비밀활동에 주력하였다. 와세다대학 졸업 이후 1919년 11월 경 신익희를 만나 잠시 심회를 나눈 뒤에는 함께 활동하지는 않았다.

#### 교육 계몽 활동
2학년 때의 성적은 우수하였고, 1914년 7월 고등 예과를 수료하고 전과하여 10월에 같은 와세다대학의 정치경제학과에서 배웠다. 1915년 5월에 졸업하였다.1917년 7월 귀국할 때 일본 당국이 금서로 정한 숙상신주광복지연의란 책을 트렁크에 숨겨 왔다. 이 책은 신해혁명 이듬해인 1912년 상해에서 발행된 책으로 중화민국이 청나라로부터 국권을 되찾는 내용을 소재로 한 것이다. 이 책은 상하 16책의 분량이라 당시로서는 거액을 지불해야 했다. 공산주의나 사회주의에 반대하여 비판을 받자, 그는 자신에게 재산이 없음을 들어 자신 역시 무산자라고 대응하였다.
와세다 대학에 재학 중 1913년의 여름방학 때부터 그는 교편을 잡기도 했다. 1913년 고향인 경기도 광주에 동명강습소를 열었으며, 서울 중동학교에서 교편을 잡다가 1917년 보성법률상업학교 교수가 되었다. 대학 재학 중 1914년 여름방학 때 동경공업고등학교를 갓 졸업한 나경석과 함께 축구단을 조직하여 전국을 순회하였다. 이때 신익희는 부여에 들려서 시합에 참가한 일도 있었다. 귀국 직전부터 보성전문의 교수로 출강한 그는, 1917년 귀국 이후 서울 중동학교에서 교편을 잡았다.
보성전문에서는 그는 법학 교수와 재무학 교수로 학생들에게 비교헌법, 국제공법, 재정학을 가르쳤다. 신익희는 어려운 단어를 쉽게 풀이하고 쉬운 단어를 활용하여 보다 많은 학생들과 청강생들이 몰려들었고, 그보다 나이가 많은 학생들로부터까지 명강의로 불리며 큰 인기를 끌었다.

### 독립운동

#### 독립운동에 투신
1918년 최린·송진우 등과 독립운동을 논의하였다.
1919년 김시학(金時學)·윤치호(尹致昊)·이상재·남강 이승훈(李昇薰) 등과 함께 독립선언서를 작성하여 민중봉기할 것 등을 협의하였으며, 국내 동지들의 특파로 독립운동을 계획하던 상해방면의 독립운동 지사들과 연락하기 위해 상해(上海)로 파견되었다. 대세의 추이와 독립운동의 필요성을 역설하였다. 이에 이승훈은 독립운동에 적극적인 동참의사를 보여주었고, 이승훈의 동참으로 평안도 기독교 세력의 3·1 만세운동의 참여문제를 해결하였다. 이어 종로청년회관으로 윤치호를 찾아가 세계 대세와 국내 정형을 설명하며 독립운동에 동참을 권하였다. 그러나 윤치호는 기회가 아니라며 사절하였다.

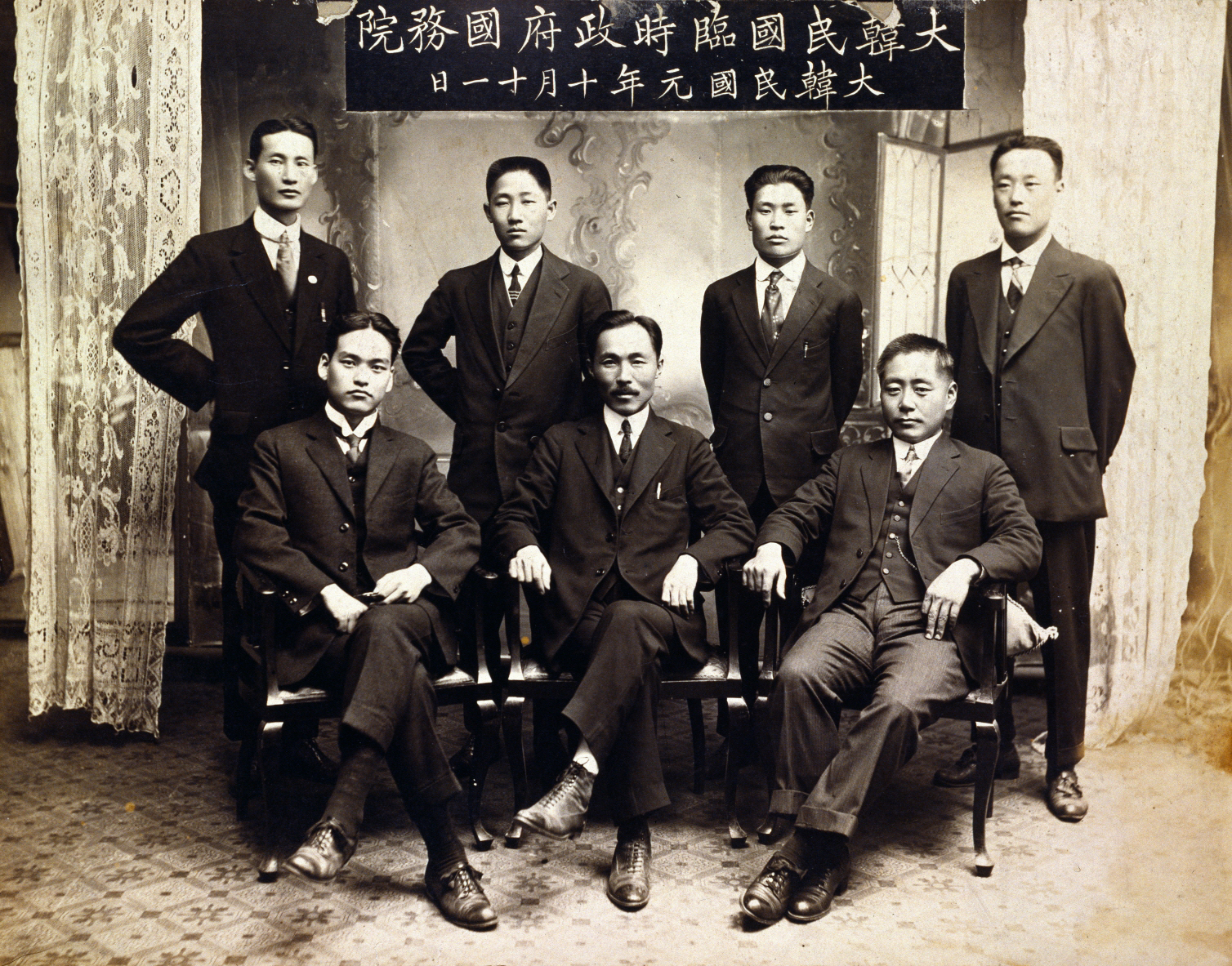
대한민국 임시정부 국무원 기념 사진(1919년 10월 11일)
앞줄 왼쪽부터 신익희, 안창호, 현순. 뒷줄 김철, 윤현진, 최창식, 이춘숙

1918년 11월 말 중국으로 건너갔다. 한달 반 정도 체류하다가 국내로부터 소식이 없어서 2월 중순경, 톈진·베이징·선양을 거쳐서 귀국길에 올랐다.

#### 3.1운동의 실패와 망명
1919년 김시학(金時學), 윤치호(尹致昊), 이상재(李商在), 이승훈(李昇薰) 등과 모여 독립선언서를 작성하여 민중봉기할 것 등을 결의하고, 3월 3·1운동 때는 해외와의 연락 임무를 맡았다.
3월 1일 3.1 만세운동에 참여하였다. 그는 윤치호에게 찾아가 도움을 요청했지만 불가능한 일이라며 거절당한다. 한편 3.1 만세운동에 참여한 사실이 알려지자 그는 지명수배를 당하게 된다. 그는 보성전문학교 법학, 재무학 교수 및 중동학교의 교사직을 사직한다.
3.1운동 직후 3월 2일 일경의 체포를 피하기 위해 그는 상주 복장을 하고 경성에 도착하였다. 3·1운동 중 독립운동자에 대한 검거열풍 속에서 신익희는 등사판을 빌려다가 독립선언서를 인쇄해 시내 각 가정에 배포하였다. 이 일은 순사보조원으로 있다가 3·1운동이 일어나자 만세운동에 참가하였던 이기원(李基元)에게 전담하게 했다. 그러나 며칠 뒤 일본 경찰에게 탐지되어 이기원이 체포되었고, 그는 일경의 체포를 피하기 위해 집 뒷담을 뛰어넘어 담밑에 숨었다. 그러다가 일본어에 능통한 관립농림학교 학생 조정환이 진고개에서 사온 하오리를 입고 게다를 신고 태연한 자세로 일본 여관으로 피신하였다.
그 뒤 그는 배편으로 황해를 건너 중국 상하이 시에 도착하였다. 프랑스 조계 보창로 329호 설립된 독립임시사무소를 찾아갔다.

#### 임시정부 활동

##### 임정 초기 활동

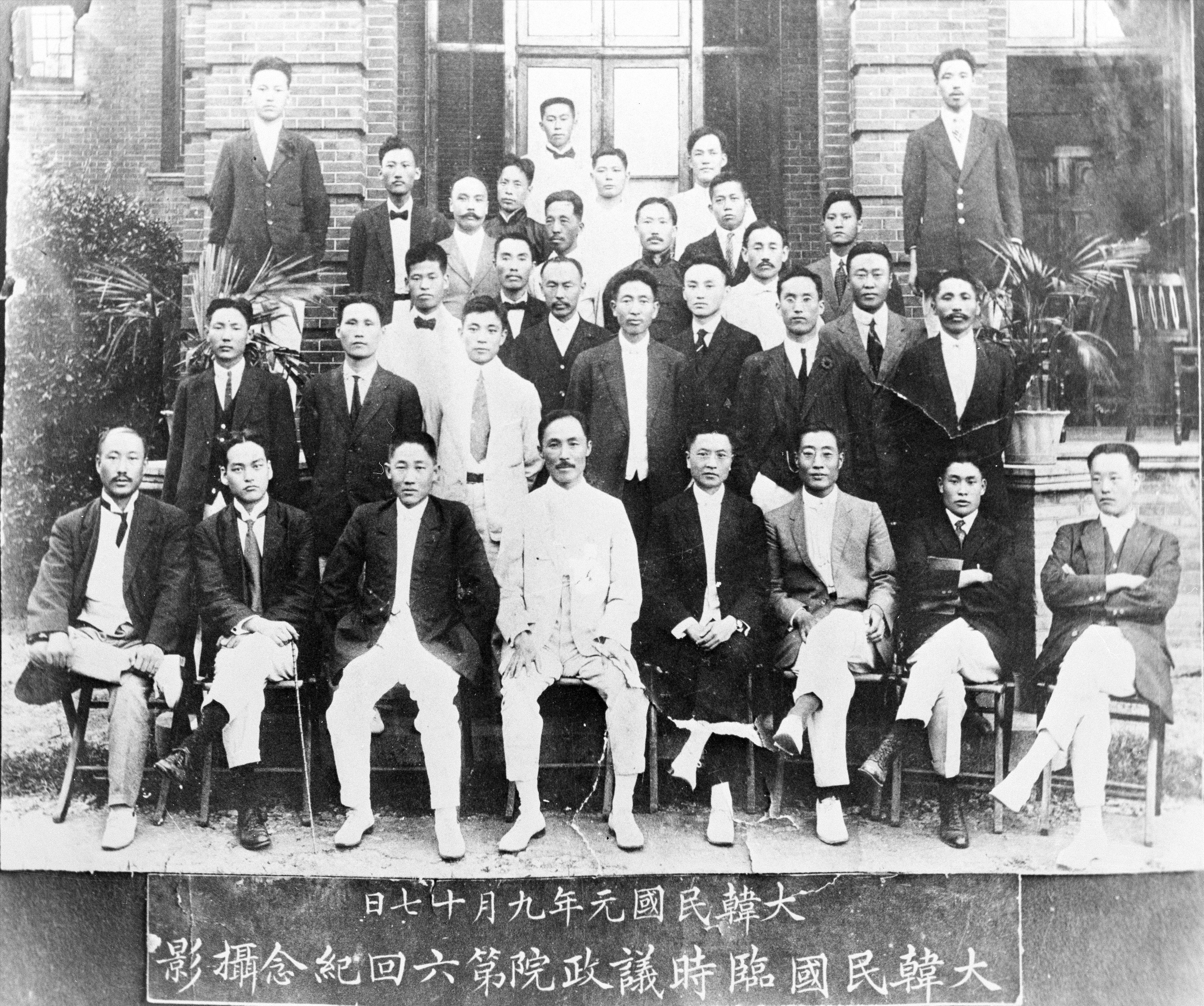
임시의정원 동료들과 함께. 앞줄 왼쪽에서 두 번째 적색 원이 신익희.

1919년 3월 19일 중국 상하이(上海)로 망명, 독립임시사무소에서 활동하였으며 4월 2일 대한민국 임시정부수립에 참여하였다. 이동녕(李東寧)·이시영(李始榮)·조완구(趙琬九)·조성환(曺成煥)·신석우(申錫雨)·조동호(趙東祜)·신규식(申圭植)·선우혁(鮮于爀)·한진교(韓鎭敎) 등과 함께 상해 불란서조계 보창로(寶昌路)의 허름한 집을 임시사무소로 정하고 모여 임시정부 조직을 위한 비밀회의에 참석하였다.
그해 4월 의정원이 설치되자 그는 대한민국 임시의정원 의원에 선출되었다. 4월 25일 임시의정원법의 초안작성에 참여하였고, 의정원법 초안을 낭독하여 가결하여 채택하게 하였으며, 대한민국임시정부의 법무부 차장으로 임명되었다. 그러나 신익희는 최근우의 천거로 내무차장으로 선출된다. 이 무렵 이시영을 제외한 대부분의 총장들이 아직 상해에 도착하지 않았기 때문에 신익희 등 각부 차장들이 실질적인 행정을 담당하게 된다. 1919년 8월 그는 다시 임정 법무차장에 임명됐으며 9월 법무총장을 거쳐 1920년 9월에는 임정 외무총장이 되었다. 그 뒤 내무차장·외무차장·문교부장, 내무부장 등을 역임하였다.
이후 그는 계속 임시정부에서 활동하였다. 1919년 9월 제4대 학우회 회장에 올랐다. 1920년 임시정부 내무총장서리 겸 외무총장서리를 거쳐 임정 국무원비서실장에 임명되었다. 임정이 창조파와 개조파, 임정 고수파로 나뉘게 되자 그는 김구, 이동녕, 조소앙 등과 함께 임시정부 고수파에 가담한다. 일본 유학 시절부터 사회주의를 못마땅하게 여긴 그는 개조파와 창조파의 성향을 본 후 고수파에 가담하였다.

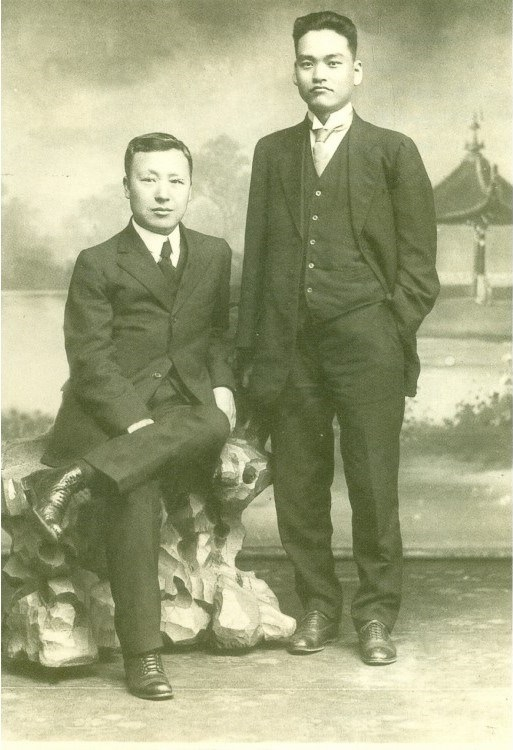
1921년 3월, 상해를 떠나기 전 이승만 대통령과 신익희 법무차장이 남긴 기념사진.

1921년 법무총장, 문교부장, 외교부장, 의정원부의장 등을 역임하고 1922년 7월 김구, 안창호, 여운형, 조소앙, 이시영(李始榮) 등 50여 명과 함께 시사책진회(時事策進會)를 조직하는 데 참여하였다. 1921년부터 임정의 존폐 여부를 놓고 갈등을 벌이자 그는 중립적인 입장에 선다. 그러나 임정 활동에 회의를 품게 된다.

##### 중국 국민당군 육군 복무
1921년부터 임시정부의 존립여부를 놓고 창조파와 개조파, 임정고수파로 나뉠 때 그는 김구, 이유필, 이동녕 등과 임정 고수파의 입장에 섰다. 1920년대 중반 이후 임시정부에 자금난이 발생하자, 독립운동 자금이 부족했던 그는 장사로 생계를 이어가기도 했다. 수완이 좋고 언변에 달변가였던 그는 상업에도 수완이 있었다.
1923년 난징(南京)으로 건너가 일본 도쿄 유학 시절 만난 중국 국민당군 육군 대장 호경익 장군을 찾아갔다. 호경익과의 면담 중 그는 한중합작 투쟁이 명분과 승산이 있다는 데 의견을 같이 한다. 호경익은 신익희를 육군 중장으로 추천하고, 경호군인 70여 명과 전용 자동차를 제공한다.
1927년 중국 정부요청으로 국민군 중장에 위촉받고 남경정부심계원 고문으로 위촉받았으며, 도와 달라는 중국 국민당 정권 측의 요청을 받아들여 임시정부 재정에 도움을 주고 한중합작전선(韓中合作戰線)을 도모하였다. 이때의 신익희의 이름은 왕해공(王海公)이었는데 자신의 호인 해공을 가명으로 쓰고 왕해공이라는 이름으로 호경익을 만났던 것이다.
호경익과 신익희는 한중 연합 게릴라 부대 편성을 추진한다. 호경익 부대의 사단 참모장이었던 신익희는 한국인인 점을 생각, 한국 청년 500명을 모집하여 분용대를 조직하고 한국독립에 동조하는 중국 청년 600명과 러시아 청년 500명을 모집하여 특수부대를 편성하였다. 신익희는 한국어와 중국어로 부대원들을 지휘하였다. 신익희는 호경익의 고문으로 활동하고 있을 때 한국인 청년들로부터 수천 원의 독립운동 자금을 기탁받고, 그 중 1천 원을 상하이 임시정부 측에 군자금으로 건넸다.
그러나 호경익이 급사하고 악유준이 후임자로 오면서 상황이 급변하였다. 악유준은 신익희에게 아편을 팔아 그 돈으로 자금으로 활용하고, 분용대의 무기를 구입하라는 말을 하였다. 평소에 악유준과 사이가 좋지 않았던 신익희는 이를 모욕적인 제안이라 생각하고 분개한다. 그는 신임 사령관 악유준에게 "이 나라를 구하는 독립전쟁이 아무리 급해도 사람의 피를 말리는 아편 중개를 하라는 것은 한국의 혁명가를 모독하는 것이오" 라며 악유준의 얼굴에 술잔을 부었다. 그 뒤 중국군 육군 중장직을 사퇴하고, 한중합작을 통한 대일항전의 계획을 일시 포기하고 다시 상해로 돌아온다.

##### 민족유일당 운동 참가
1931년 어머니 정경랑은 병이 있음을 감지하고 한국으로 되돌아간다. 그러나 본처의 장자이자 선영을 지키던 신규희나 신정균의 가세가 좋지 못하자 1년만에 중국으로 되돌아온다. 1932년 이봉창 의거, 윤봉길 의거로 일본 영사관의 상하이 방문이 잦아지자 그는 분장을 한 후, 가족들을 은신시킨 뒤 상하이를 떠나 중국 각지로 유랑했다.
1932년 이후 신익희는 한때 영어를 가르치거나 아편장사로 생계를 꾸려나가기도 했다. 1933년에는 김규식, 김원봉 등과 같이 대일전선 통일 동맹을 결성하여 대일항전을 전개하였고 1934년 이승만, 조소앙 등과 함께 임정의 외교위원에 선출되었다.
1932년말 어머니 정경랑이 되돌아왔으나 곧 난징의 병원에서 사망한다. 어머니 정경랑은 죽으면서 자신을 고국에 묻히고 싶다고 유언하였으나, 신익희는 독립이 된다는 보장도 없고, 독립을 보지 못한다면 아들, 손자에게 독립운동을 하도록 유언할 요량으로 어머니 정경랑의 시신을 화장하여 장강에 뿌린다. 그러나 신창현에 의하면 신익희는 1945년 11월 귀국 이후 어머니 정경랑의 시신을 고국에 모시지 못한 일을 두고두고 후회하며 통한해하였다 한다.
중국 각지를 돌아다니던 신익희는 종종 길을 잃고 일본 영사관의 일본 조계나, 일본군 주둔지로 들어갔다가 추격을 피해 가까스로 피하여 체포위기를 모면하기도 했다. 민족유일당 운동 때 그는 대한독립단(大韓獨立團)의 대표로 참석하였으며, 민족유일당의 창립에 합의하여 1935년 7월 5일에 민족혁명당을 결성하는데 참여하였다. 그러나 민혁당은 다시 분열되어 1937년에 그는 민족혁명당을 탈당, 김인철(金仁喆) 등의 소수 청년들과 함께 조선민족투쟁동맹을 조직하여 활동하였다. 1937년 7월 한국광복진선 결성에 참여하였다.

##### 태평양 전쟁 이후
1940년 입각 이후 독자적 세력이 없었던 그는 독자세력을 구축하기 위해 노력하였다. 1943년 9월 한국청년당 대표 자격으로 국무위원에 피선되었다.
1942년 6월 임시정부에서 외교연구위원회(外交硏究委員會)를 설치할 때 장건상(張建相)·이현수(李顯洙)·이연호(李然浩)와 함께 외교연구위원회 연구위원으로 위촉되었고, 외교위원회 부회장에 피선되었다. 1943년 임시정부의 선전부가 설치되자 조소앙·엄항섭·유림과 함께 선전부 부원으로 활동했다. 이어 조소앙·엄항섭(嚴恒燮)·유림(柳林) 등과 함께 선전계획 수립, 선전진행 방침에 관한 사항 등을 의결하는 선전위원회의 위원에 임명되어 활동하였다.
1944년 4월 내각 개편 때 임시정부 내무부장에 다시 선출되었다. 1945년 2월 임시정부 내무부 산하에 경위대를 조직했다. 경무국이 있었으나 그는 경위대를 별도로 설치하여 내무부의 직속으로 활용하였다. 8월 10일 쓰촨성 충칭에서 일본의 패전 소식을 접하고, 8월 15일 광복 소식을 접한다.
8월 15일 일본의 패망으로 조국의 광복을 맞아 임시정부요원의 귀국절차를 중국정부와 주중미군당국과 교섭대표로 위촉받아 주중 미군사령부에 찾아가 교섭하였다. 그 후 교섭에는 성공하였으나, 대한민국 임시정부는 참전국으로 인정되지 아니하였으므로, 유엔군측은 임시정부 자격으로 귀국하지 못하고 모두 개인자격으로 귀국하라 하였다.

#### 독자세력 구축 운동
임정이 연립내각으로 발족할 때 신익희는 한국청년당의 대표로 입각 하였다. 장준하에 의하면 '그러나 그 청년당은 사실 1인 1당의 고독한 당이어서 신내무부장이 외로웠던 것은 사실이다.'라고 증언하였다.
장준하 등 일본군 탈영병들이 광복군으로 편입되어 이동해갔으나 신익희는 이들 청년들을 자신의 측근으로 영입하려 노력했다. 신익희는 일본군이나 학도병을 탈출하여 임정으로 찾아오는 젊은이들 외에, 광복군 훈련장에도 직접 방문하여 청년들 중 일부를 포섭하려 노력했다. 장준하는 자신의 자서전 돌베개에 이를 기록하였다.
장준하에 의하면 '우리가 일단 임정을 떠나 토교에 와 있는데도 신익희 내무부장은 우리 대원을 한 둘 씩 불러내어가곤 했다. 한두 차례 불리어 간 동지가 있었을 때 우리는 그 의도를 알 수가 있었지만, 그것이 상당히 은밀한 계획으로 진행되는 것임을 나중에야 알았다. 왜냐하면 불리어 갔다온 대원들이 왜 불려갔는지를 똑똑히 말해주지 않고 그저 어물어물해버렸기 때문이다. 여러 차례 다녀온 대원들이 늘고 그 횟수가 늘어 마침내는 수십 명이 되자, 그들은 마침내 우리로부터 이탈해, 다시 임정에 되돌아갈 것을 정식으로 제의하기 시작했다. 간다는 이유는 임정 내무부 관할로 '경위대'라는 것이 새로 조직되는데, 그 경위대원이 되기 위해서라고 했다.' 한다.
장준하 등은 경위대원이 되려고 다시 임정으로 가겠다는 동지들을 붙잡았으나 실패했다. '우리들 전체는 그동안 같이 고생해온 정을 호소, 몇 번이나 말렸으나 그들은 이미 신 내무부장관과 관계가 깊어진 듯 끝내 고집을 부렸고 마침내는 가고 말았다.'한다.
동지들이 신익희를 따라 가자 장준하는 분노했다. 장준하는 일단 그들을 보내놓고 밤새워 등사를 전단했다. 등사를 전단한 내용은 신익희 내무부장을 비롯한 기타 정당의 정당인들을 규탄하는 것이었다. 그들은 이것을 등불 잡지의 호외 형식으로 만들었다. 다음날 아침 일찍 장준하외 20명은 그것을 안고 몽둥이까지 하나씩 들고 임정을 향해서 출동했다. 젊은이들이 몽둥이를 들고 자신을 찾아온다는 소식을 듣고 신익희는 피신했다. 임정 청사에 닿은 장준하 일행은 '경위대를 해체하라', '젊은이는 전선에 나가 죽게 하라'는 등의 구호를 외치고 신익희를 찾았다. 그러나 신익희는 어느새 재빠르게 사라져버렸다. 결국 이들은 규탄대상을 놓치고 말았다.
독자적 세력구축에 실패하자 결국 당을 해산하고 한국독립당에 입당한다. 그리고 그의 경위대는 귀국 직후 정치공작대로 변환시켜서 독자적 청년단체로 활용하였다.

### 광복 직후의 정치 활동

#### 광복과 귀국

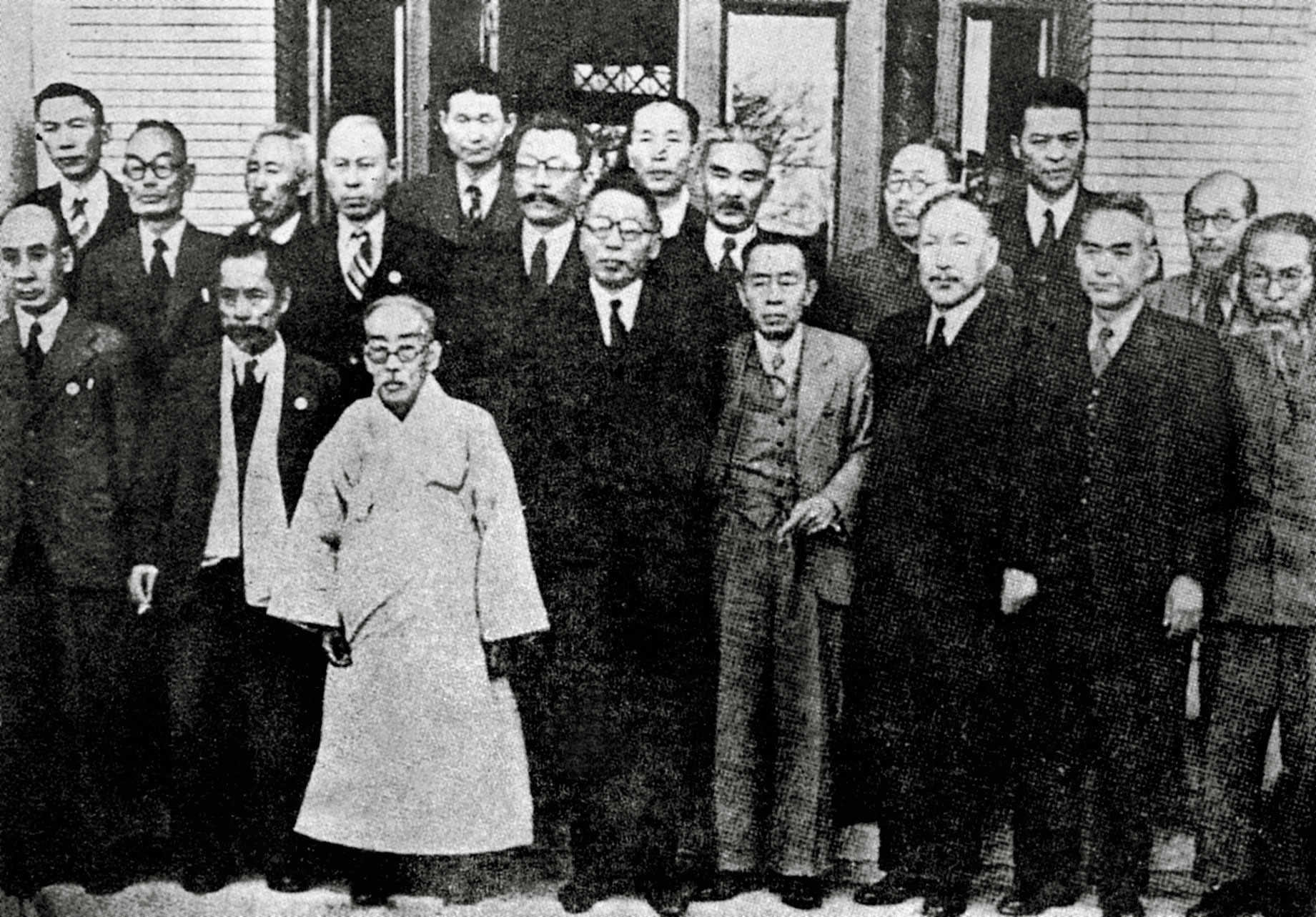
1945년 12월 3일. 임시정부요인 귀국기념 사진.
오른쪽 앞줄 두 번째 서 있는 이가 신익희

1945년 12월 19일 임시정부요인 환국기념회에서 (좌측 세 번째 서있는 이가 신익희, 좌측 두 번째는 함태영, 네 번째 마이크 잡은 이(이름미상))

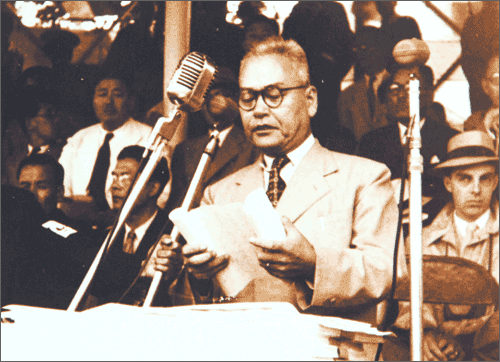
1945년 11월 귀국 환영사를 낭독하는 신익희

광복 후 1945년 9월 조선인민공화국 내각이 편성되자 신익희는 인공 내각의 체신부장에 선임되기도 하였다. 그러나 귀국후 그는 인공 내각 체신부장 취임을 거절하였다.
1945년 12월 3일 임시정부 제2진으로 전라북도 군산 비행장으로 입국, 귀국한 후, 미군 지프차로 서울에 도착하였다. 김구 등 임시정부 계통과는 노선을 달리하기 시작하여 약간씩 거리를 두었으며 정치공작대·정치위원회 등을 조직하 활동하였으며 이승만에게 서서히 접근하였다. 1945년 12월 서울운동장에서 열린 임시정부 환영회 참석하였다. 1945년 12월 23일 오후 2시 김구가 주관하는 순국선열추념대회에 참여하였다. 순국선열추념대회 위원장으로 선출되었다.
1945년 12월 중순, 송진우의 초대로 서울 관수동 국일관에서 열린 주연에서 한국민주당 측 인사들을 가리켜 친일파라고 주장하여, 싸움을 벌이기도 했다. 그러나 송진우에게 논박당하였고, 뒤에 한민당과 연합을 하게 된다. 12월 말 김구, 김성수 등의 주도로 신탁통치 반대운동이 벌어지자, 반탁운동에 가담하였다.
12월 29일 경교장에서 열린 신탁통치 반대 관련 회의에 참석하였다.
12월 31일 신익희는 임정 내무부장 자격으로 국자 제1호, 제2호 포고문을 발표하였다. 그러나 임정 각주인 김구 등이 미군정청 하지에게 소환되어 경고를 받은 뒤 반탁운동은 표면상 중단되었다.

#### 임정정치공작대와 백의사 거사지휘
1946년 2월말 신익희는 조중서 등 대한민국 임시정부 정치공작대와 염동진의 백의사와 연계하여 북조선임시인민위원회 기념식에서 폭탄투척계획을 세웠다. 2월 15일 무임승차권인 승차편의 공여에 관한 의뢰장과 임시정부 신임장을 발급해 주었다.
46년 3월 1일 북조선임시인민위원회는 평양역 앞에서 '3.1 운동 27주년 기념식'을 열었는데, 백의사 청년단원들은 김일성에 대한 폭탄을 던졌다. 집회가 진행되는 도중 연단을 향해 수류탄이 던져졌는데, 집회의 경비를 담당한 소련군 부대장 노비첸코 소위가 수류탄을 되잡아 던지려다가 그의 손에서 폭발한 것이다. 노비첸코는 이 폭발로 오른팔이 잘려나가고 한쪽 눈을 다치는 중상을 입었지만, 김일성은 무사했다.
김구와 신익희의 지시를 받은 백의사는 3명의 청년을 평양으로 보냈는데, 북한의 3.1절 행사장에 폭탄을 던진 사람은 남한에서 올라간 열여덟 살 소년 김형집이었다. 나머지 요원들은 최용건과 김책의 집에도 습격·폭탄을 던졌으나 성공하지 못했고, 강양욱의 집에 던진 폭탄은 강양욱의 아들과 딸을 죽게 만들었다.
청년단원 중 한명이 임시정부 내무부장 신익희의 명의로 2월 15일에 발급된 승차편의 공여에 관한 의뢰장과 임정 신임장을 분실했고 이는 북한측에 의해 입수되면서 발각되었다.

#### 우익 정치인 활동
1946년 대한독립촉성국민회 부위원장, 자유신문사 사장 등을 지냈으며 국민대학(현 국민대학교)을 설립하여, 초대학장을 맡으며 겸 교수로 활동하며 민족학과목을 강의하였다. 행정연구반을 구성하여 건국후 시행할 행정자료를 수집하였으며, 제8대 대한체육회(대한체육회의 전신) 회장에 추대되었다.
46년 초 신익희는 미소공위에 참가할 것을 한국독립당 중앙당에 건의하기도 하였으나, 받아들여지지 않았다. 이후 그는 한국독립당을 이탈하였다. 미소공위 참가를 중앙 당부에 건의한 바 있는 서울시 당위원장 신익희는 공위참가 주장이 받아들여지지 않자 6월 23일 한독당 서울시 지구당 위원장 직을 사퇴하고 탈당하였다.
1946년초 2월과 5월에 개최되는 미소공동위원회에 이승만과 김구가 회의 개최를 강력 반대하자 그 역시 공위 개최에 반대하였다. 그러나 미소공위는 예정대로 덕수궁에서 개최되었고, 그는 2차 쿠데타를 기도한다.

#### 미군정에 대한 쿠데타 계획

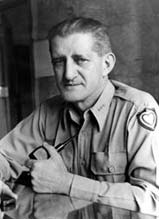
미군정청 사령장관 존 하지, 신익희는 이후 그와 수시로 마찰을 빚는다.

신익희는 46년 8월부로 미군정에 대한 쿠데타를 계획하였으나 실패하였다. 1946년 8월 꽤 오랫동안 침묵을 지켜왔던 중경 임시정부 추대운동은 신익희에 의해 쿠테타적인 형태로 추진되었다. 좌익에서 군정의 철퇴와 정권을 인민위원회에 넘길 것을 요구할 때, 극우세력은 군정의 철퇴와 정권을 즉시 중경 임시정부에 넘기라는 요구의 유인물을 8월 29일 국치일에 뿌렸다. 8월 15일 며칠 전에 경찰은 좌익이 극비의 음모사건을 꾸민다고 좌익간부를 검거하고 그 집을 수색하였는데, 실제 쿠데타 계획은 중경임시정부의 내무부장이던 신익희에 의해 준비되고 있었다. 신익희의 거사는 원래 8·15에 하도록 계획되어 있었으나, 이승만과 김구가 찬동하지 않아 8월 29일로 연기된 것이었다.
신익희는 1945년 12월 8일 중경임정 비밀회의에서 설립이 결의된 특별정치부대를 동원하여 8월 29일 국치일에 정부 건물을 접수하여 '독립정부'를 수립할 계획을 세웠다. 그러나 계획은 8월 21일, 8월 22일에 장덕수, 윤치영 등이 미군 CIC에 정보를 제공함으로써 무위로 돌아갔다.
신익희는 새 정부가 세워질 때 주요 지위를 약속하고 부유층으로부터 많은 돈을 거둬들인 혐의를 받았다. 민전의 간부 김광수는 1946년 8월 16일 CIC와의 인터뷰에서 신익희는 한국 전체의 경찰조직에 대해 얼마큼 통제권을 갖고 있었고, 나아가 각 지역의 우익 리더들로부터 자금을 요청하기 위해 지방을 여행중이라고 말했다. 8월 22일 윤치영은 CIC요원에게 신익희가 1) 8·29에 중경임정 승인 탐색, 2) 영향력 있는 새 인물 임정에 배치, 3) 승인될 새 정부 구성 탐색, 4) 군정의 무능 드러내고 새 정부를 위한 요구를 주장하는 미군정에 대한 대중시위를 갖는다는 4단계 계획을 갖고 있음을 말해주었다. 그러나 쿠데타가 좌절되자 신익희는 윤치영을 책망했고, 윤치영은 후회한다. 좌익측은 그가 부유층들에게 돈을 거둔 것을 계속 반복하여 공격했다.
이후 신익희는 CIC의 출두 요청을 받고 출두하였다. 8월 27일 신익희는 CIC 요원에 의한 심문에서 이승만과 김구가 이 계획을 알고 있었고, 그것을 반대하지 않았다고 말했다. 좌익간부에 대한 검거와 가택수색이 있었을 때인 8월 8일 신익희와 백관수의 가택도 수색되었다. 존 하지는 그에게 다시 한번 일을 벌이면 사살할 수 있다고 경고를 주고 되돌려보냈다.

#### 국민대학교 창립
교육 계몽의 중요성을 인식한 그는 김구가 수립한 건국실천원양성소의 강사, 이범석의 민족청년단의 강사로도 출강했다. 귀국 직후부터 그는 자금을 모아 대학교 설립을 추진하는데 와세다 동창인 김성수, 장덕수 등의 도움과 김구, 이승만, 김규식 등으로부터도 약간의 자금 지원을 얻고, 1946년 9월 미군정청 문교부의 인가를 받아 국민대학관을 건립한다.
국민대학관은 창립 초기에는 일반 성인들을 교육하는 야간 대학의 형태로 창립되었으나, 뒤에 주간반도 편성되었다. 창립 초기에 부지가 없었던 신익희는 보인상업학교에 학교를 임시로 건립했다. 그러나 뒤에 자금을 추가로 마련하여 1948년 2월 서울 창성동 체신요원양성소로부터 구지를 매입하여 학교 건물을 세운다.
신익희는 국민대학의 설립자이자 이사장, 초대 학장이었다. 1946년 9월 설립자 겸 초대학장에 취임했으나, 정계에 진출하면서 학교 경영에 직접 참여가 어려워지면서 1954년 3월 박이순에게 학장직을 넘긴다.

### 정치 활동

#### 대한민국 정부 수립에 참여
1946년 10월 남조선과도입법의원 대의원에 피선되고 1947년 의장이 되었다. 1947년 7월 이후 임시정부 측과 노선을 달리하였으며, 임시정부를 이탈, 이승만을 총재로 하는 독립촉성국민회로 갔다. 47년 7월 신익희는 독립촉성국민회 부총재가 되었다. 임정 요인들 중 남북협상을 추진하자 신익희는 임시정부와의 관계를 완전히 끊었는데, 그는 조소앙을 찾아가 조소앙에게 마음을 돌릴 것을 설득하기도 했으나 실패하고 말았다.
또한 1947년 지청천의 대동청년단과 합작해 대한국민당을 결성하고 대표최고위원이 되기도 하였다. 1947년 12월 와세다 대학 동창인 장덕수가 암살당하자 신익희는 장덕수를 추모하는 추도사에서 자신과 장덕수의 관계를 중국 고사에 나오는 절친한 친구인 백아와 종자기에 비유하였다.
1948년 제7대 대한축구협회 회장에 선출되었다. 단독정부 수립론과 남북협상론이 나타나자 그는 협상의 불가함을 들어 이승만을 지지하였다. 한편 그는 이승만에게 임시정부 계열 인사들을 영입할 것을 권고하기도 했다.
1948년 5월 10일 대한민국 제헌 국회의원 선거에 출마, 당선되었다.

#### 정치 활동

##### 정부 수립 초기
1948년 5월 31일 대한민국 제헌 국회의 초대 부의장이 되었다가, 의장 이승만이 7월 24일 대통령에 취임하며 국회의장직이 공석이 되자 8월 4일 열린 국회의장 보궐선거에서 새 국회의장에 선출되었다. 1949년 대한축구협회장을 사퇴하였다. 1949년에는 곽상훈, 이청천, 유진산, 이철승 등과 함께 백민태 등 테러리스트들의 암살표적으로 선정되기도 했다. 정부 수립 이후 그는 이승만에게 일부 한국독립당 출신 인사들의 등용을 건의하였으나 거절당하였다.

1949년 8월 15일, 미국을 방문한 제헌국회의원단. 왼쪽부터 김세선 주미국대사관 참사관, 이훈구 의원, 신익희 국회의장, 딘 애치슨 국무장관, 장면 초대 주미대사, 이나영 사무국장.

1948년 8월 11일 제8대 대한축구협회장에 추대되었다. 48년 11월 13일 친이승만계 정당인 대한국민당, 약칭 국민당을 창당하였다. 그러나 정부 수립 후 이승만과 멀어지기 시작한 그는 이승만이 하와이와 상하이 시절의 생각으로 국가를 경영한다며 이승만과의 결별을 선언한다. 이후 한국민주당의 김성수의 제의를 받아들여 한민당과 통합, 1949년 2월 10일 민주국민당을 결성하고, 최고위원에 취임하였다. 2월 10일 같은 날 그는 대한축구협회장직을 사퇴하였다. 1950년 5월 제2대 국회의원에 당선되었으며, 제헌 국회에 이어 2대 국회에서도 국회의장에 선출되었다.

##### 한국전쟁 기간 중

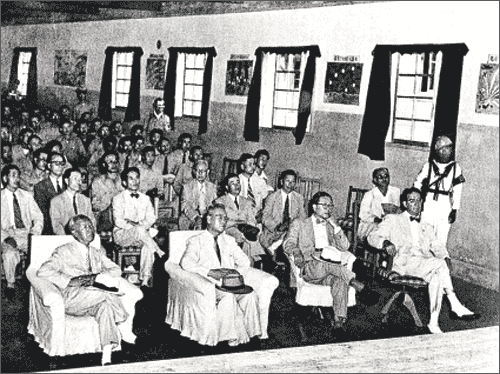
1951년 7월 부산 피란 시절 전황을 듣는 신익희 국회의장(왼쪽 두 번째), 이승만 대한민국 대통령(왼쪽 첫 번째), 장면 총리(오른쪽 두 번째), 무초 주한미국대사(오른쪽 첫 번째)

1950년 6월 19일 실시된 국회의장 선거에서 2차 투표까지 간 끝에 국회의장에 당선되었다. 1차 투표에서는 민국당의 지지를 받은 신익희가 96표를, 국민당 등 친이승만 세력의 지지를 얻은 오하영은 46표를 얻는 등 과반 득표자가 나오지 않았다. 그러나 2차 투표에서는 신익희가 당선 요건을 넘는 106표를 얻어 제2대 국회의장으로 재선되었다.
한국전쟁이 터지자 그는 조봉암과 함께 이승만을 면담하러 갔으나 실패하고, 열차편으로 남하하였다. 한국전쟁 휴전 후 서울로 돌아왔다.
1952년 제2대 대통령 선거를 앞두고 신익희는 민주국민당의 대통령 후보로 출마할 것을 계획하였다. 그러나 발췌 개헌안이 통과되고 정·부통령 선거를 직접 선거로 치르게 되자 신익희는 불출마를 결정하였고, 민국당의 대통령 후보로는 이시영 전 부통령이, 부통령 후보로는 조병옥 당 사무총장이 출마하게 되었다.

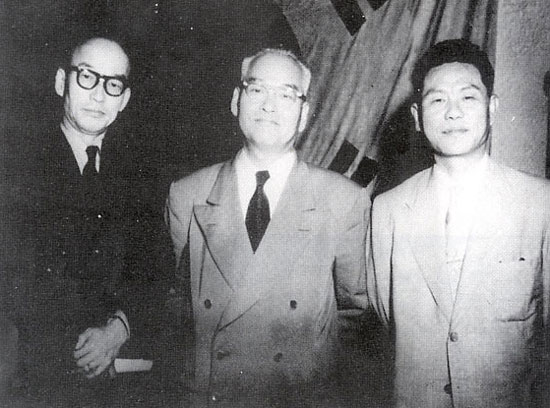
1952년 7월 10일 새로 선출된 제2대 후반기 민의원의장단. 좌로부터 윤치영 부의장, 신익희 의장, 조봉암 부의장

이승만의 대대적인 야당 탄압을 통해 발췌 개헌안이 통과된 이후 깊은 무력감에 빠져 후보를 내지 못하고 있던 민국당이 이같이 이시영 전 부통령을 후보로 정한 것에는 조봉암 민의원부의장이 대선 출마를 선언한 것과 무관치 않았다. 좌파적 색채가 강한 조봉암이 야권의 대표 선수가 되어선 안 된다는 생각에 그 대안으로 이시영을 옹립한 것이었다. 김성수·김창숙·이동하·장면 등 8명의 야권 지도자는 8월초 이시영을 추대하자는 공동성명을 발표하였다.

##### 뉴델리 밀회 사건
1953년 김동성과 함께 대한민국 대표로 영국 여왕 엘리자베스 2세의 대관식에 참석하고 돌아왔다. 그가 귀국했을 때 인도에서 조소앙과 만났다는 의혹이 제기되었다.
1953년 10월 민주국민당의 의원 함상훈은 그가 1953년 5월 엘리자베스 2세의 대관식에 참석하고 돌아오던 중에 북조선에 있는 조소앙을 인도 뉴델리에서 상봉하여 남북협상 문제를 밀담했다는 말을 들었다고 주장했다. 곧, '제3세력'이 민국당 위원장 신익희와 내통하여 김일성과 이승만 정권을 배제한 중립화 정권 수립을 추진하였는데, 그 일환으로 신익희와 조소앙이 뉴델리에서 만났고, 또 조소앙이 보낸 특사를 신익희가 만났다는 내용이었다. 이와 같은 폭탄적인 성명에 대해 민주국민당은 적극적으로 부정하였다.
함상훈은 또 1954년 3월 조선민주주의인민공화국에서 온 조소앙의 밀사 오경심을 신익희 민국당 위원장이 만났다고 주장하였다. 내무장관 백한성은 함상훈을 불러 의혹을 제보한 사람이 누구인지 추궁하였으나 함상훈은 정확한 이름을 대지 못했다. 그러나 조병옥은 함상훈의 의견에 동조하며 신익희를 의심하였다. 그러나 신익희와 조소앙이 만났다는 구체적인 증거자료가 제시되지 못하자 결국 1954년 함상훈의 제명으로 사건은 일단락되었다.
그러나 조병옥은 계속 신익희를 의심하였다. 이듬해인 1954년 3월 16일 당시 동아일보사 사장 최두선은 영국시찰을 마치고 돌아왔다. 조병옥은 최두선이 귀국한 날 저녁 신익희를 제외한 민국당 간부들을 자신의 집으로 소집했다. 조병옥은 서랍에서 한 장의 도표를 꺼내서 설명하며 신익희가 틀림없이 만났다고 확신했다. 함상훈은 근거를 제시하지 못했고 사건은 종결됐지만 조병옥은 계속 신익희를 의심했다. 민주국민당 내에서는 함상훈이 누군가의 사주를 받은 것이라고 판단했지만 조병옥 역시 신익희가 뉴델리에서 조소앙을 만났다고 확신하자 아무도 이 문제에 이의를 제기하지 않았다.

##### 신당 조직 계획

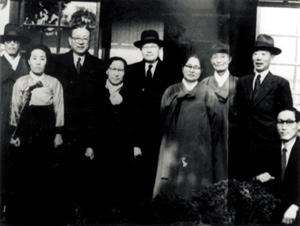
앞줄 왼쪽에서 두 번째는 박순천, 뒷줄 맨 왼쪽은 현석호, 장면 순, 가운데는 신익희, 뒷줄 왼쪽 첫 번째는 그의 비서이자 종손 신창현, 두 번째는 곽상훈

1954년 5월 제3대 민의원의원 선거에 출마하여 당선되었고, 자유당에서 소위 사사오입 개헌안을 불법적으로 통과시키자 이에 분노하고 1954년 11월 30일 야권 신당 창당을 위한 호헌동지회 결성에 참여하였다. 그런데 이때 조봉암이 호헌동지회에 가입하려 하자 장택상, 김성수, 박기출, 서상일은 찬성하였으나, 조병옥, 장면, 김도연, 박순천, 곽상훈 등은 조봉암을 받아주어선 안 된다며 강력한 반대를 표해 호동 내 갈등이 점화되었다. 민주대동의 입장에서 조봉암을 받아들여야 한다고 주장한 이들은 민주대동파, 혹은 대동단결파로 불렀으며, 조봉암의 영입을 반대하는 세력은 자유민주파로 불렸다. 당시 신익희는 조봉암의 참여를 지지하는 입장이었으나, 논란이 거세지자 적극적으로 의견을 내지 않고 논쟁에서 한 발 물러나 있었다.
1955년 1월 21일 호헌동지회 총회가 열릴 때 호동은 조봉암의 참여를 놓고 호동은 민주대동파(대동단결파)와 자유민주파로 나뉘었다. 이때 조봉암의 가입을 찬성하는 입장이면서도 자유민주파 인사들에게 영향력이 있던 김성수는 조봉암에게 사람을 보내 그가 공산당이 아니라는 성명서를 내줄 것을 부탁하였다. 대한민국의 초대 농림부 장관과 국회부의장, 국회 임시의장 등을 지낸 조봉암은 모욕감을 느낀다면서도 "인촌이 그리 하기를 원한다면 내가 그리하겠다"고 답하고 자신은 공산당이 아니라는 내용의 성명서를 발표하였다. 그럼에도 불구하고 조봉암의 호동 참여를 두고 논란은 잠재워지지 않았고, 야권의 강력한 리더였던 신익희에게 확실한 입장 표명을 요구하는 목소리도 높아져갔다.
후일 윤제술은 '김준연과 조병옥이 조봉암을 받아들이는 것을 극렬하게 반대하자, 신도성은 김준연이 조봉암을 빨갱이로 몰아붙이는 것을 격렬히 비난했고, 조병옥이나 신익희는 어물어물 할 다름이라고 증언했다. 이 문제에서 신익희는 회피하였다. 김성수는 "민주대동이라고 했으면 그대로 해야지, 왜 딴소리들을 하느냐. 해공의 책임회피가 문제야."라며 양쪽 모두 공박하였다. 1955년 11월 민국당과 기타 야권 세력의 통합을 통해 민주당이 창당되자 그는 민국당 출신 인사들, 즉 민주당 구파의 지도자가 된다.

신익희 선생 동상

#### 생애 후반

##### 야당 대통령 후보
1955년 민국당과 기타 야권 세력이 통합한 민주당이 창당되자 신익희는 민주당의 대표최고위원이 되었다. 한민당 출신은 아니었으나 민주국민당 출신으로 민주당 창당 뒤에는 조병옥, 유진산, 윤보선 등과 함께 민주당의 구파로 활약하였다. 이때 민국당 출신 인사들로 구성된 구파와 비민국당 인사들로 구성된 신파는 통합 후로도 단합에 실패하여, 결국 창당 5년만인 1960년 민주당이 분당하는 결과를 낳고 만다.
1956년 제3대 대통령 선거를 앞두고 민주당의 대통령 후보로 선출되었다. 그러나 조봉암도 진보당 후보로 출마를 선언해 야권의 후보는 두 명이 되었다. 신익희와 조봉암은 야권 단일화 없이는 여당의 후보인 이승만을 이길 수 없다고 보고 선거 운동 전부터 단일화 협상에 돌입하였다. 진보당은 4월 3일 두 당이 후보 지명을 백지화하고 새로 연합 후보를 내야 한다고 주장했다. 그렇지만 민주당은 진보당 측이 대통령 후보와 부통령 후보를 모두 양보해야 한다고 주장하였다.
3월 31일 진보당 추진 대표자 회의에서 평화통일이라는 말이 등장했는데, 이에 민주당은 진보당의 사상이 의심된다며 진보당과의 협상을 거부하였다. 협상이 깨질 것 같자 김창숙 등 야권의 원로 인사들이 나서서 단일화 협상 속개를 촉구하기도 하였다.

##### 순회 유세와 후보단일화
4월 25일 조봉암과 신익희는 비밀회동을 가졌는데, 그 자리에서 조봉암은 대통령 후보는 자신이 사퇴할 테니 부통령 후보는 진보당의 박기출 후보에게 양보할 것을 제안하였다. 신익희는 면전에서는 고려해 보겠다고 말했으나, 민주당은 부통령 후보도 양보할 수 없다는 입장이었다. 야당 단일화 협상은 5월로 이어졌는데 그 결과 조봉암이 후보직을 사퇴하고 신익희를 지지해주되, 차기 대선 때는 조봉암이 야권 단일 대통령 후보를 하도록 하자는 내용의 합의가 도출되었다. 그러나 이 합의가 발표되기도 전에 신익희는 사망하였고, 단일화 합의 또한 무용지물이 되었다.
4월부터 5월까지 신익희는 열차와 고속버스편으로 전국 순회유세를 다녔다. 비서 유치송, 종손이자 비서인 신창현은 그가 무리하는 것을 염려하였으나 그는 괜찮다며 순회유세를 강행했다. 민주당 동료 의원이자 의사 출신인 조영규 의원 역시 그가 과로로 피로한 모습을 보고 염려하였으나, 신익희는 자신의 아버지 이상 선조들이 조선시대에 60세 이상 장수한 점을 자랑하며 자신의 건강에는 이상이 없다고 강조했다. 바로 조영규 의원이 신익희의 호남 열차유세를 수행하겠다고 자청했으나 신익희는 이를 거절했다.

#### 서거
5월 2일 한강 백사장에서 장시간의 선거 유세를 했다. 신익희는 "만약 내가 대통령에 당선된다면 일본 지도자들과 회담할 용의가 있다. 한일 양국 정부는 무엇보다 먼저 부당한 감정을 청산해야 한다"고 주장하자, 자유당은 신익희를 친일파로 비난하였다. 이승만은 5월 3일 논산훈련소에서 수만 장병이 도열한 가운데 행한 연설에서 "일본과 회동하여 국가의 독립과 자유를 발전케 하겠다는 것은 다시 국권을 일본에게 빼앗겨도 좋다는 것"이라고 강력히 비난하였다.
신익희는 선거유세 내내 피로한 모습을 보였고, 주변에서는 당분간 지방유세를 중지해야 되지 않느냐는 의견이 제시되었다. 그러나 민주당 최고위원회의에서는 신익희의 호남 유세를 결정한다.

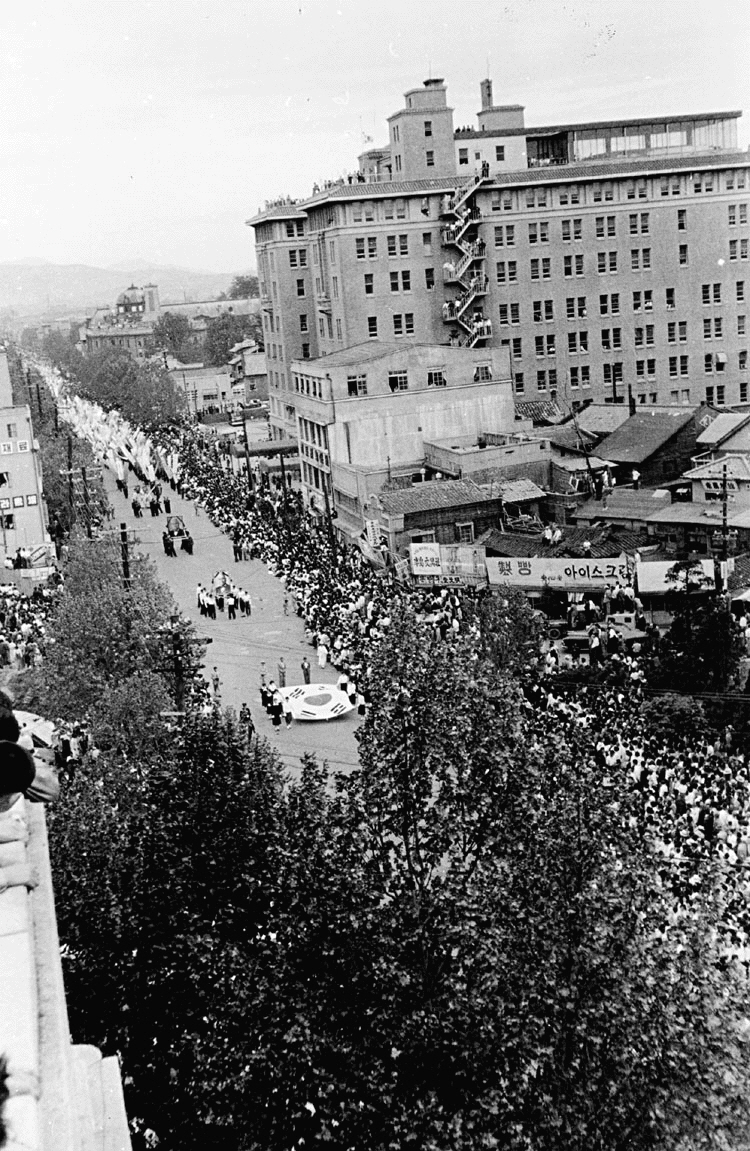
1956년 5월 23일 신익희의 국민장 행렬

1956년 5월 5일 새벽 5시경, 부통령 후보 장면과 함께 호남선 열차를 타고 자유당의 이승만과 맞서 호남지방으로 유세를 위해 전북 이리로 향하던 중 열차 안에서 뇌출혈을 겪었다. 수행원들이 인공호흡을 시도하며 기차 안에서 의사를 찾았지만 의사는 한 사람도 없었다. 신익희가 졸도한 후 45분만에 열차는 이리역에 도착했다. 역에서 가까운 호남병원으로 달렸지만 끝내 서거했다. 신익희의 정확한 사망 장소는 불상이나 이리역과 함열역을 지날 무렵에 서거한 것으로 추정하고 있다.
새벽에 일어나 침대에 걸터 앉아 넥타이를 메다가 갑자기 고개를 떨어뜨린다. 이어 깨어난 신익희는 열차 안에서 홍차를 마신 뒤, 종손이자 비서인 신창현에게 뒤지(휴지)를 달라고 말한다. 이것이 그의 마지막 한마디가 되었고 후에 밝혀진 당시 상황의 전부였다.

### 죽음 이후
강경에서 이리로 향하던 호남선에서 사망하였으나 그의 정확한 사망지는 알려지지 않았다. 신익희의 운구가 5월 5일 오후 4시 서울역에 도착하자 운집한 군중들이 그의 유해를 경무대 쪽으로 끌고 가려 하면서 경찰과 충돌하는 사건이 일어났다. 경찰의 발포로 10여 명의 사상자가 났고 700여 명이 피검되었다. 신익희의 죽음 이후 노래 〈비 내리는 호남선〉의 음반이 날개 돋친 듯 팔려 나갔다. 그의 시신에 대해서 민주당 내부에서도 갈등을 벌였는데, 선거가 끝난 뒤에 매장하기로 결정하고 종로 6가 자택에 안치하였다. 제3대 대통령 선거에서는 민주당이 신익희를 추모하기 위해 무효표를 던질 것을 독려하여 실제로 총 투표수의 20%가 넘는 185만여 표가 무효표가 되었다. 죽은 뒤 1개월이 경과한 1956년 6월에 서울특별시 수유동에 안장되었다.
1962년 3월 1일 대한민국 건국공로훈장 중장(重章)(훗날의 건국훈장 대한민국장)이 추서되었다.
2008년 8월 학술지 ‘한국사 시민강좌’ 하반기호(43호)에서 대한민국 건국 60주년 특집 ‘대한민국을 세운 사람들’ 을 선발, 건국의 기초를 다진 32명을 선정할 때 정치 부문의 한사람으로 선정되었다.

## 논란과 의혹

### 타살 의혹
일각에서는 신익희를 음해하는 세력에 의해 독사 당했다는 주장도 있다. 호남선을 타고 서울로 상경하던 중 홍차를 마신 뒤 종손이자 비서인 신창현에게 뒤지(휴지) 몇 장을 얻어 화장실에 들어갔다가 갑자기 배를 쥐고 쓰러졌다. 이 때문에 시중에는 독살설이 유포되기도 하였으나, 사인은 뇌일혈 및 심장마비로 밝혀졌다.
한편 그의 독살설과 관련, 장면은 자신의 회고록에서 신익희의 죽음을 놓고 의혹을 제기할 수도 있었음을 강조했다. 그에 의하면 '민주당에서도 그런 수법으로 해공 선생의 사인을 전략적으로 선동하여 ‘암살의 혐의가 있어 조사 중이다’라고 했더라면, 그때 자유당의 타격은 어떠했을까? 민주당의 성격은 여기서도 단적으로 나타난 것이다.'라고 주장하기도 했다.

### 조병옥의 의심
1953년 10월 민주국민당 대표 신익희가 영국 여왕 엘리자베스 2세의 대관식에 참석하고 인도 뉴델리를 순방하던 중, 조선민주주의인민공화국의 조소앙을 만나 영세중립화 음모를 꾀했다는 의혹이 제기되었다. 신익희는 1953년 5월 김동성과 함께 대한민국 대표로 영국 여왕 엘리자베스 2세의 대관식에 참석하고 돌아왔다. 그가 귀국했을 때 인도에서 조소앙과 만났다는 의혹이 제기되었다. 이는 민주국민당 소속 함상훈의 성명서에 의해 공개되었다. 함상훈은 민주국민당의 선전부장이었다.
이와 같은 폭탄적인 성명은 민주국민당에 의해서 적극적으로 부정되고, 내무장관 백한성은 함상훈을 불러 의혹을 고한 사람을 추궁하였으나 함상훈은 의혹을 제보한 사람을 구체적으로 명시하지 못했다. 그러나 조병옥은 함상훈의 의견에 동조하며 신익희를 의심하였다.
1954년 3월 함상훈에 의해 다시 영세중립화 의혹이 제기됐지만 증거를 제출하지 못해 사건은 종결되었다. 대한민국 국회 진상조사단의 조사 결과 신익희와 조소앙이 만났다는 구체적인 증거자료가 제시되지 못하자 결국 함상훈은 당에서 제명 조치되었다. 조병옥과 김준연 등은 함상훈을 두둔했으나 출당을 막지는 못했다. 그러나 조병옥은 신익희를 계속 의심하였다. 54년 3월 16일 조병옥은 신익희와 최두선을 제외한 민주국민당의 간부들을 소집했다. 그리고 그는 신익희가 조소앙을 만났다고 확신하였다. 당초 영국을 방문하고 3월 16일에 돌아온 최두선 역시 초청하였으나 최두선은 피로를 이유로 거절했다.
1954년 3월 16일 동아일보사 사장 최두선은 영국 시찰을 마치고 돌아왔다. 조병옥은 이날 저녁 민국당 간부들을 소집했다. 그날 저녁 조병옥의 집에서 민주국민당 간부급 사람들이 많이 모였다. 6.25 전쟁 중 부산에 있을 때에도 이 무렵 조병옥의 집에 모여 회식을 의례적으로 하였다. 1954년 3월 16일에도 회식을 하였다. 김준연은 최두선에게도 같이 가자고 했으나 피로하다고 사절하였다. 조병옥은 서랍에서 한 장의 도표를 꺼내서 설명하며 말하기를 신익희가 틀림없이 만났다고 하였다.
| “ | 내 판단에 의하면 신익희씨가 인도 뉴델리에서 조소앙을 만난 것이 틀림 없다고 생각된다. | ” |

조병옥은 신익희를 의심했고, 김준연은 그에게 '잘 알아봐야겠다'며 응수했다. 그 자리에는 신각휴(申珏休), 송필만(宋必滿) 등도 있었다. 민주국민당 내에서는 뉴델리 밀회 사건 발표에 대해 함상훈이 누군가의 사주를 받은 것이라고 판단했지만, 조병옥 역시 신익희가 뉴델리에서 조소앙을 만났다고 확신하자 아무도 이 문제에 이의를 제기하지 않았다.

## 가족 관계
신익희의 어머니 정경랑은 아버지 신단의 네 번째 부인이었다. 여섯째 형 신재희와 그의 자녀들도 독립운동에 가담하였다. 신재희는 동생 신익희가 중국으로 망명한 후 1933년에 자신도 중국으로 거너갔다. 그는 망명 전에는 동아일보 지국에서 근무하였고, 망명 후에는 임시정부에서 활약하였다. 독립운동에 매진하느라 가정을 돌보지 못하여 그의 2남 3녀는 뿔뿔이 흩어졌으며, 막내아들 신양균을 데리고 중경으로 피난가던 중 병으로 사망했고, 신양균은 일본 공군의 폭격으로 사망하였다. 신재희의 장남 신해균은 미혼의 누이 신계순을 데리고 연안으로 가서 김두봉의 휘하에서 독립운동에 종사했다. 한편 종손 신창현(申昌鉉)을 비서로 채용하기도 하였다.
본처 이승희(李承姬)에게서 1남 1녀를 두었다. 그 외에 소실 김해화(金海華)가 있었고, 기타 중국인 여성 사씨 와의 사이에서 딸 1명을 두었으나 요절했다.
- 고조부 : 신대우
- 증조부 : 신현(申絢), 지중추부사 (정2품) 역임
- 할아버지 : 신명호(申命濩), 적성현감 역임
  - 백부 : 신식(申植)
- 아버지 : 신단(申檀, 1832년 ~ 1905년)
- 어머니 : 풍양조씨(豊穰趙氏)
  - 이복 형 : 신보희(申輔熙)([71], 1859년 - ?)
  - 이복 형수 : 연안이씨
    - 양 조카 : 신용균
- 어머니 : ?
- 어머니 : 전주이씨(全州李氏)
  - 이복 형 : 신규희(申揆熙)(1863년 ~ 1943년)
    - 조카 : 신정균

  - 이복 형 : 신필희(申弼熙)(1866년 ~ 1944년)
  - 이복 형 : 신정희(申庭熙)(1872년 ~ 1943년)
  - 누이 : 신씨(申氏, ? ~ ?)
- 생모 : 정경랑(鄭敬娘, 1867년 ~ 1932년, 본관은 동래)
  - 친형 : 요절
  - 친형 : 신재희(申宰熙)(1891년 ~ 1943년, 독립운동가, 임시정부 복무원)
    - 조카 : 신해균(申海均), 독립운동가
    - 조카 : 신양균, 독립운동가, 일본 공군의 폭격으로 사망
    - 조카 : 신용균, 독립운동가,
    - 조카 : 신계순(申季順), 독립운동가
    - 조카 : ?
    - 손자 : 신기현(申驥鉉1952~)
- 부인 : 이승희(李承姬, 호는 해영(海影) 1893년 2월 22일 ~ 1951년 12월 30일)[72]
  - 장녀 : 신정완(申貞婉)(다른 이름은 왕령(王玲)[73], 1916년 ~ 2001년 4월 29일[74])
  - 사위 : 김재호(金在浩)[75], 광복군 소령 역임[73]
    - 외손자 : 김낙양(金落陽, 1937년~1940년 요절)
    - 외손자 : 김유생(金유生, 1940년~)
      - 진외증손 : 김솔봉([74]1981년 - , 음악가)

  - 아들 : 신하균(申河均)(1918년 ~ 1975년 11월 10일)
  - 며느리 : 이름 미상
    - 손자 : 손자 : 신기현(申驥鉉, 1952년 ~ )

  - 첩 며느리 : 위리런(于立人, ? - ?, 중국 여성, 궈모루(郭沫若)의 처제[76])
    - 손자 : 왕충칭(王重慶) 텐진(天津)대학 화학과 교수
    - 손자 : 왕지엔핑(王建平) 티엔진댐 건설설계원 부원장
    - 손자 : 왕건명(王建明, 1946년 ~ )[76]
- 부인: 김순이(金順伊, 호는 해화[72], 1907년 - 1987년 5월 12일)
- 정인 : 사씨(謝氏), 중국 항주 출신, 중국 여성으로 혼인관계는 아님[77]
  - 딸 : 신씨, 중국 여인 사씨에게서 얻은 딸로 일찍 죽음[78]
- 종손 : 신창현, 둘째 형 신규희의 손자
- 외할아버지 : 정태조(鄭太朝, 본관은 동래, 경남 김해군의 아전)

## 평가

### 긍정적 평가
신익희가 서울에 ‘국민학관’을 설립하고 초대 학장에 취임했다. 그러나 6·25전쟁이 발발하자 ‘국민학관’은 부산으로 서둘러 옮겨졌다. 난리통과 재정난 등 엎친 데 겹쳐 대학은 ‘보따리 신세’가 되어 1952년 해인사 재단으로 넘겨지면서 명칭이 ‘해인대학’으로 하였다. 캠퍼스도 경남 진주로 이동했다.
1961년에는 마산으로 학교가 옮겨지면서 ‘마산대학’으로 다시 1971년 12월 교명을 경남대학으로 바꾸었고 전쟁이 끝난 후, 서울에 있던 ‘국민학관’은 1959년 쌍용그룹의 창업자인 실업가 김성곤이 인수하였다. 1971년 현재의 북악 캠퍼스로 이전하였으며 1981년 종합대학으로 승격하였다. 이렇게 신익희가 설립한 ‘국민학관’은 2개의 대학으로 파생되어 대학교육에 밑거름이 되었다.
정치인 이철승에 의하면 '신익희는 자유주의자 정치인으로 현실주의적인 융통성과 탄력이 있는 분'이라는 평을 내렸는데 '환국하자마자, 윤길중 등 친일 고관들까지 포섭해서 정치 공작대를 조직하여 국내세력을 만들었던 점을 들었다. 그러나 자유스런 융통성과 중도노선의 정치력 때문에 억측과 오해를 받았고 잦은 정치노선의 변경과 변심으로 야당(민국당)의 운명을 좌우하는 여당(자유당)의 모략에 앞장을 섰다는 평을 받았다.(예시, 2대 민의원의장 재직시 뉴델리사건)

### 부정적 평가
1946년 초 신익희는 미소공동위원회에 참가할 것을 한국독립당 중앙당에 건의하기도 하였으나, 받아들여지지 않았다. 1946년 6월 23일, 신익희는 한국독립당 서울시 지구당 위원장 직을 사퇴하고 탈당하였다.
대한독립촉성국민회(독촉국민회)는 1946년 2월 8일 독립촉성중앙협의회와 신탁통치반대국민총동원위원회의 통합으로 이뤄진 단체지만 완전한 이승만의 사조직으로 자리 잡게 되는데 '조직의 달인' 신익희가 김구 쪽에서 이승만 쪽으로 줄을 바꾼 것이 큰 작용을 한 것으로 알려져 있다. 후에 신익희가 이승만과 결별하며 유림측에 합작을 청했을 때 유림측에서 "자네는 이승만 앞에서 기생첩 노릇을 했던 사람이 아닌가!" 호통을 들은 일이나 신익희가 자유신문 사장이 되어 김구를 고문으로 내세운 것을 김구가 정면 반박한 일이 모두 이 '변절' 때문이었다고 전해지고 있다.
결국 1947년 7월 이후에는 임시정부 측과 노선을 달리하였으며, 임시정부를 이탈, 이승만을 총재 위원장으로 하는 독립촉성국민회로 갔다. 이처럼 신익희는 독립촉성국민회 부총재(부위원장)로 활동하였는데 귀국 초기에 한민당(한국민주당)과의 타협을 거부하였으나 뒤에 한민당과 연대하였다는 점이 부정적으로 평가된다.
한편 잠시 같이 활동했던 장준하는 신익희가 광복군 훈련장에 찾아와서 경위대로 젊은이들을 영입해가는 것을 조롱하였는데 '명분을 위해 내무부 밑에 경위대를 둔다고 하였을 것이 당연한 일이었다. 임정 조직을 한 모든 정당이 다 그렇듯이 그들에겐 당세 확장이 곧 그 발언권 강화와 직결되는 입장이었다. 이 내무부 밑의 경위대라는 것도 그 저의가 빤하게 떠올라 보이는 것이어서 우리는 실소하지 않을 수 없었다. 끝까지 남는 것은 신 내무부장에 대해 괘씸하다는 생각, 그것 뿐이었다'고 회고하였다.
장준하와 일행 20명은 임정을 찾아가 권력의 하수인이 돼가는 젊은이들을 보고 '경위대를 해체하라', '차라리 젊은이는 전선에 나가 죽게 하라'며 신익희를 규탄하였는데 이들은 이때 신익희에 대항하여 직접 몽둥이를 들고 찾아가기도 했다.

## 기타
그의 조카 신해균은 화가였다. 조선민주주의인민공화국의 월간지 '조선예술'과 '천리마'는 2000년 11월호에서 독립운동가 해공(海公) 신익희(申翼熙) 선생의 조카인 화가 신해균이 "인공기를 도안했다"고 밝혔다.
처음에는 한민당과 사이가 별로 좋지 않았고, 또한 임시정부에 있을 때도 적당히 지냈다 고 한다.
넷째 형인 신재희의 부인은 경주 이씨로, 조선의 이조판서 이유승의 딸이자, 이회영, 이석영, 이건영, 이철영, 이시영, 이호영, 이소영 7형제의 여동생이었다. 이시영은 대한민국의 제1대 부통령을 지낸 이시영이다.

### 대통령 후보지명 전후
민주당 지방 유세 때 곽상훈은 대통령 후보로 나오려는 조병옥과 장면을 설득시켰다. 그에 의하면 '어느날 밤 마산의 어느 여관방에서 해공과 운석 사이에 내가 눕게 되었는데, "운석, 이번에는 대통령을 해공을 주자. 어떻나? 작정해라. 그래야 우리 민주당이 잘될 것 아닌가?" 라고 하였다. 곽상훈은 장면을 종용했지만 장면은 즉석에서 쾌락을 안했다. 그런데 곁에 누워 자고 있던 신익희는 자는 척하고만 있었다'는 것이다. 장면은 다음날 대통령 후보직을 신익희에게 양보하겠다고 선언한다.

### 생계와 아편
한때 호경익의 후임자인 악유준이 그에게 아편 장사를 해보라고 권고하였다. 아편장수 제안을 모욕적이라고 판단한 그는 술잔에 술을 따라 그의 얼굴에 부어버리고 남경정부군을 떠난다. 그러나 별다른 재능이 없었던 그는 1932년 이후 한때 영어를 가르치거나 아편장사로 생계를 꾸려나가기도 했다.

### 여성 편력
그에게는 본부인인 연안이씨 해영 이승희외에도 첩인 김해김씨 해화 김순이가 있었다. 1951년 해영 이승희가 죽자 첩이었던 해화 김순이를 본처로 격상시켜 호적에 올렸다. 중국 생활 중 중국 여성인 항저우 출신 사씨(謝氏)를 내연녀로 하여 딸 1명이 있었으나 어려서 요절했다.
그의 아들 신하균 역시 본처 외에 중국 여성과의 사이에서 자녀를 두었고, 이들은 중국인으로 생활하였다.

### 일화
1945년 12월 중순, 국일관에서 술자리 겸한 임시정부 요인 환영회가 한국민주당에 의해 열렸다. 이 자리에서 신익희가 '국내에 있던 사람은 크거나 작거나 간에 모두 친일파'라고 발언했다. 그러자 한민당에 장덕수가 반발하여 '그렇다면 나는 어김없이 숙청감이군 그래?'라고 맞받아쳤다. 이에 신익희는 '어디 설산(장덕수 호) 뿐인가?'라고 맞받았다. 보고 있던 고하 송진우가 '여보, 해공(신익희 호), 표현이 좀 안됐는지 모르지만 국내에 발붙일 곳도 없이 된 임정을 누가 오게 하였기에 그런 큰소리가 나오는 거요?'라고 말하면서 '중국에서 궁할 때 뭣을 해먹고 살았는지 여기서는 모르고 있는 줄 알어라.'고 언성을 높였다고 한다.
외가가 경상남도 김해군의 향리였던 신익희는 그의 어머니 정경랑에게는 1명의 오빠가 있었고, 해방 이후에 자신의 외가를 여러 번 수소문하였으나 끝내 찾지 못했다.

## 같이 보기
| - 대한민국임시정부 - 한국독립당 - 시사책진회 - 대한국민당 - 독립촉성국민회의 - 독립촉성중앙회 - 민주국민당 - 민주당 - 정치공작대 - 신단 - 신립 - 신규희 - 신재희 - 신하균 - 안창호 - 김구 - 김규식 - 장덕수 - 지청천 - 김성숙 - 김원봉 | - 중화민국 - 신창현 - 백의사 - 안봉순 - 이승만 - 이범석 - 김성수 - 염동진 - 이범석 - 윤치영 - 윤치호 - 유치송 - 곽상훈 - 조병옥 - 조성환 - 장건상 - 장택상 - 장면 - 송진우 - 윤보선 - 박정희 - 이봉의 | - 와세다 대학 - 한국민족문화사업회 - 독립유공자로 대한민국장을 수여받은 사람 |

## 관련 서적
- 강준만, 《한국현대사산책:1940년대편 1》 (강준만, 인물과사상사, 2006)
- 강준만, 《한국현대사산책:1940년대편 2》 (강준만, 인물과사상사, 2006)
- 강준만, 《한국현대사산책:1950년대편 1》 (강준만, 인물과사상사, 2006)
- 김석영, 《신익희선생일대기》 (조대동창회, 1956)
- 유치송, 《해공신익희선생일대기》 (해공기념사업회, 1984)
- 이현희·정경환, 《해공 신익희 연구》 (삼화출판사, 2007)
- 신창현, 《내가모신 해공신익희선생》 (인물연구소, 1992)
- 국가보훈처, 《대한민국독립유공인물록》 (국가보훈처, 1997)
- 류중석 외, 《해공신익희 일대기》(민족공동체연구소, 1999)
- 이현희, 《이야기 인물한국사(2005)》 (이현희, 청아출판사, 2007)
- 홍우출판사, 정계야화 (전2권) (홍우출판사, 1966)
- 한국정신문화연구원, 《한국현대사 인물연구 2》 (백산서당, 1999)
- 이철승·박갑동, 《건국50년 대한민국 이렇게 세웠다》 (계명사, 1998)
- 한국민족운동사연구회, 《한국민족운동의 역사와 미래》 (국학자료원, 2000)
- 김교식, 한국의 인물:신익희 (계성출판사, 1984)
- 김교식, 한국의 인물:조소앙 (계성출판사, 1984)
- 김교식, 한국의 인물:김성수 (계성출판사, 1984)
- 이이화, 《한국사 이야기 21:해방 그날이 오면》 (한길사, 2004)
- 이현희, 《대한민국 임시정부사 연구》 (혜안, 2001)
- 장면, 《한알의 밀이 죽지 않고는》 (가톨릭출판사, 1999 증보판)
- 한국정신문화연구원, 《한국현대사 인물연구 2》 (백산서당, 1999)
- 신문학회, 《신익희》 (신문학회, 1956)
- 김석영, 《신익희선생의 일대기》 (早稻田大學同窓會 出版部, 1956)

## 관련 문화재
- 신익희생가 - 경기도 기념물 제134호

## 대중문화의 신익희

### 텔레비전 드라마
- 전운 - 《제1공화국》 (1981년, MBC 드라마)
- 전운 - 《한》(1982년, MBC 드라마)
- 문오장 - 《오성장군 김홍일》(1986년, KBS1 드라마)
- 김기종 - 《무풍지대》 (1989년, KBS2 드라마)
- 전운 - 《반민특위》(1990년, MBC 드라마)
- 진봉진 - 《야인시대》 (2002년, SBS 드라마)
- 박영록 - 《서울 1945》 (2006년, KBS 1TV 드라마)

### 라디오 드라마
- 김종성 - 《정계야화》(1970년, 동아방송)
- 김종성 - 《격동30년》(1988년 4월, MBC라디오)

### 연극, 영화
- 조항 - 1967년 《춘원 이광수 (1967년 영화)》, 영화
- 조항 - 1969년 《춘원 이광수 (1969년 영화)》, 영화

## 역대 선거 결과
|  | 0% |

|  | 77.86% |

|  | 56.41% |

|  | 0% |

## 참고 자료
- 신익희 : 독립유공자 공훈록 - 국가보훈처
- 신익희 - 대한민국헌정회
- 해공 신익희선생 기념회
- 해공 신익희 가옥